# نوازنده ویولنسل
نوازنده ویولنسل نقاشی رنگ روغن است که در سال ۱۸۹۴ توسط پل گوگن کشیده شده‌است. این نقاشی در موزه هنر بالتیمور قرار دارد. پل گوگن در این نقاشی تصویر دوست خود فریتز سینکلد، را که نوازنده حرفه‌ای می‌باشد به تصویر کشیده است.